# Ammothella marcusi
Ammothella marcusi là một loài nhện biển trong họ Ammotheidae. Loài này thuộc chi Ammothella. Ammothella marcusi được miêu tả khoa học năm 1948 bởi Hedgpeth.